# Trochalopteron peninsulae
El charlatán malayo (Trochalopteron peninsulae) es una especie de ave paseriforme de la familia Leiothrichidae endémica de la península malaya. Anteriormente se consideraba una subespecie del charlatán coronicastaño, pero ahora se consideran especies separadas.

## Distribución y hábitat
Se encuentra únicamente en las montañas del sur de la península malaya. Su hábitat natural son los bosques húmedos subtropicales de montaña y las zonas de matorral de altura.